# Schloss Wilkau
Schloss Wilkau (polnisch Pałac w Wilkowie) ist ein restauriertes Herrenhaus in Wilkowo in der Stadt- und Landgemeinde  Świebodzin der Woiwodschaft Lebus in Polen. Das Schloss liegt am Nordufer des Wilkauer Sees. Historisch gehört der Ort zum Kreis Züllichau-Schwiebus, Brandenburg.

## Geschichte
Untypisch für das Schwiebusser Land, wo die meisten Ländereien in geistlichem Besitz waren, war Wilkau im Besitz einer Adelsfamilie. Der erste belegte Gutsherr ist Bozata aus dem großpolnischen Geschlecht der Jelenie, vermutlich aus deren Liebenauer Linie. Aus Urkunden geht hervor, dass es im 14. Jahrhundert in Wylcowo/Wilkin ein Rittergut bestand. Der Bau des Adelssitzes im Stil der Renaissance geht vermutlich auf die von Nostitz, die auch die benachbarten Güter Klosterhof und der Weiße Hof befanden, und Wilkau als Pfandbesitz besaßen.
Im Jahr 1661 wurde Wilkau von Adam Abraham von Knobelsdorff erworben, 1677 von den von Sommerfeld. Nach Kilian von Sommerfeld (1633–1688) war nach dessen Tod Theodor von Sommerfeld (1673–1753) Eigentümer von Wilkau. Sohn Friedrich Wilhelm von Sommerfeld (1724–1796) gründete im Rahmen der friederizianischen Kolonisation das Dorf Friedrichswerder (heute: Rozłogi) am Ostrand des Gutes. Bei einem schweren Brand wurde das Gutshaus 1763 zerstört, wurde aber bis 1790 wiederhergestellt. Im Jahr 1796 gelangte Wilkau mit Friedrichswerder an Christian Achatz Georg von Horcker, ab 1804 war Carl Graf von Schmettau Eigentümer, ab 1806 Cornelius Hesse.
Bei einer Auktion 1814 erwarb es Prinzessin Elisabeth Luise für ihren Sohn Prinz August von Preußen, dessen leiblicher Vater möglicherweise Graf von Schmettau war.
Das Gut wurde von Beamten geführt, und 1816 das Herrenhaus umgebaut. Nach Pinz Augusts Tod erbte August Eduard von Waldenburg das Gut, zu dem das Dorf Friedrichswerder und zwei Vorwerke – das Seevorwerk (heute: Pojezierze) und das Steinvorwerk (heute: Krzemionka) gehörte. Im Jahr 1845 zerstörte ein Brand das Schloss. Anschließend waren August Friedrich Roland und Friedrich August Eduard II., danach Friedrich August Eduard III. Besitzer, ab 1925 Friedrich August Waldemar von Waldenburg.

## Bauwerk
Im heutigen Baukörper und in seinem Grundriss sind Merkmale nachzuweisen, die für die Renaissancezeit typisch sind. Nach Meinung unterschiedlicher Autoren ist die Bauzeit auf 1550 bis 1600 zu datieren. Die Eingangsfassade ist den südlichen Wirtschaftsgebäuden zugewandt. Der Grundriss zeigt ebenfalls Merkmale, die für Adelssitze des 16. Jahrhunderts in Schlesien und der Mark Brandenburg typisch waren, so die zentrale, leicht in östliche Richtung versetzte Diele, die durch breite Gewölbejoche betont ist. Von der Diele aus ist nach Westen ein weiträumiger Saal mit Holzbalkendecke erreichbar, nach Osten ein großer Saal mit Kreuzrippengewölbe.
Ursprünglich bestand im Renaissanceschloss sicherlich ein seitlich angesetzter Treppenturm. Vermutlich im Zuge des barocken Umbaus wurde das heutige Treppenhaus in der Diele angelegt. Die Außenfassade besitzt an der Eingangs- und Hauptfassade sechs Achsen, an den Seitenfassaden drei Achsen. Die Eckbereiche waren mit Sgraffito-Dekor als Bossenwerk akzentuiert, von dem sich aber heute keine Reste mehr erkennen lassen. Das Hauptzugangsportal ist in vereinfachter Form bis heute erhalten. Zwei Pilaster flankieren ein rundbogiges Portal mit verkröpftem Gebälk, das darüber lagert, und einem Dreiecksgiebel.